# Eustochium
Santa Eustòquio o Eustochium Julia (Roma, 368 – 28 de setembre de 419 o 420) va ser filla de santa Paula de Roma, fou venerada com a santa com una de les primeres mares del desert. Va ser la tercera de les quatre filles del senador romà Toxotius, a qui Jeroni d'Estridó hagué d'advertir en diverses ocasions. Després de la mort del seu marit (380) Paula i la seva filla Eustòquio van viure a Roma una vida tan austera com els pares del desert. Eustòquio tingué tres germanes, santa Blaesilla, Paulina i Rufina, i un germà, Toxotius.
Quan sant Jeroni va arribar a Roma des de Palestina el 382, es van posar sota el seu guiatge espiritual. Hymettius, un oncle d'Eustòquio, i la seva muller Praetextata, van intentar persuadir la jove que deixés la vida d'austeritat i gaudís dels plaers del món, però tots els seus intents van ser en va. Cap a l'any 384 va fer un vot de virginitat perpètua, i en aquesta ocasió va ser quan sant Jeroni li va adreçar la carta De custodia virginitatis (Ep. xxii En P.L., XXII, 394-425). Un any més tard, sant Jeroni va tornar a Palestina i poc després el van seguir a l'Orient Paula i Eustòquio.
Al 386 van acompanyar Jeroni en el seu viatge a Egipte, i van visitar els ermitans del desert per conèixer-los amb la voluntat d'imitar la seva forma de vida. A la tardor del mateix any van tornar a Palestina i es van instal·lar a Betlem. Paula i Eustòquio de seguida erigiren quatre monestirs i un hospici a prop del lloc on va néixer Jesús de Natzaret. Mentre es construïen els monestirs (386-9) van viure en un petit edifici del barri. Un dels monestirs va ser ocupat per monjos i posat sota la direcció de sant Jeroni. El altres tres monestirs van ser per a Paula, Eustòquio i un grup de dones que es van reunir al seu costat. Entre els tres convents, que estaven sota la supervisió de Paula, només hi havia un oratori, on totes les verges es reunien diverses vegades al dia per fer oració i pregar la litúrgia de les hores. Jeromi va deixar per escrit (Ep. 308) que Eustòquio i Paula van dur a terme els serveis més menuts. Gran part del seu temps, el van passar estudiant els textos sagrats sota la direcció de sant Jeromi.
Eustòquio parlava grec antic i llatí clàssic amb la mateixa facilitat que llegia els textos bíblics en hebreu. Molts dels comentaris bíblics de Jeroni tenen molt a veure amb els d'Eustòquio, motiu pel qual Jeroni li va dedicar els seus comentaris dels profetes Isaïes i Ezequiel.
Les cartes que sant Jerome va escriure per a la seva instrucció i l'avenç espiritual són moltes, segons el seu propi testimoni. Després de la mort de Paula el 404, Eustòquio va assumir la direcció de la comunitat. La seva tasca va ser difícil per la situació d'empobriment provocada pel luxós enterrament de Paula. Jeroni la va ajudar encoratjant-la i donant-li consells prudents.
El 417, un gran nombre de saquejadors van atacar els monestirs de Betlem, els van destruir i cremar, mataren i maltractaren algunes de les persones que hi vivien. Se suposa que aquests atacs van ser instigats per Joan II, el patriarca de Jerusalem i els pelagians en contra dels quals Jeroni havia escrit textos que havien causat polèmica. Tant sant Jeroni com santa Eustòquio van informar per carta al papa Innocenci I del que havia passat, que va reprendre severament el patriarca de Jerusalem i els pelagians, que estaven indignats pels textos de Jeroni. Eustòquio va morir poc després i va deixar pas a la seva neboda, la Paula Jove. Santa Eustòquio de Tours podria haver estat la seva neboda, i altres descendents laterals llunyans podrien incloure els sants Perpetu i Volusià. L'Església en celebra la festa el 28 de setembre.